# فانتا كانتي
فانتا كانتي (بالبرتغالية: Rosilane Camargo Motta‏) (14 سبتمبر 1966 بريو دي جانيرو في البرازيل - ) هي لاعبة كرة قدم برازيلية في مركز الوسط، شاركت في الألعاب الأولمبية الصيفية 1996. وشاركت مع منتخب البرازيل لكرة القدم للسيدات. أما مع النوادي، فقد لعبت مع نادي رادار الرياضي.

## وصلات خارجية
- فانتا كانتي على موقع الاتحاد الدولي (مؤرشف)  (الإنجليزية)
- فانتا كانتي على موقع قاعدة بيانات كرة القدم.إي يو (الإنجليزية)
- فانتا كانتي على موقع أوليمبيديا (الإنجليزية)